# Behompy
Behompy is een plaats en commune in het zuiden van Madagaskar, behorend tot het district Toliara II, dat gelegen is in de regio Atsimo-Andrefana. Tijdens een volkstelling in 2001 telde de plaats 7.000 inwoners.
De plaats biedt naast lager onderwijs ook middelbaar onderwijs aan. 90 % van de bevolking werkt als landbouwer en 7 % houdt zich bezig met veeteelt. De belangrijkste landbouwproducten zijn mais en bonen; een ander belangrijk product is maniok. Verder is 3 % actief in de dienstensector.